# Ampfer-Grünwidderchen

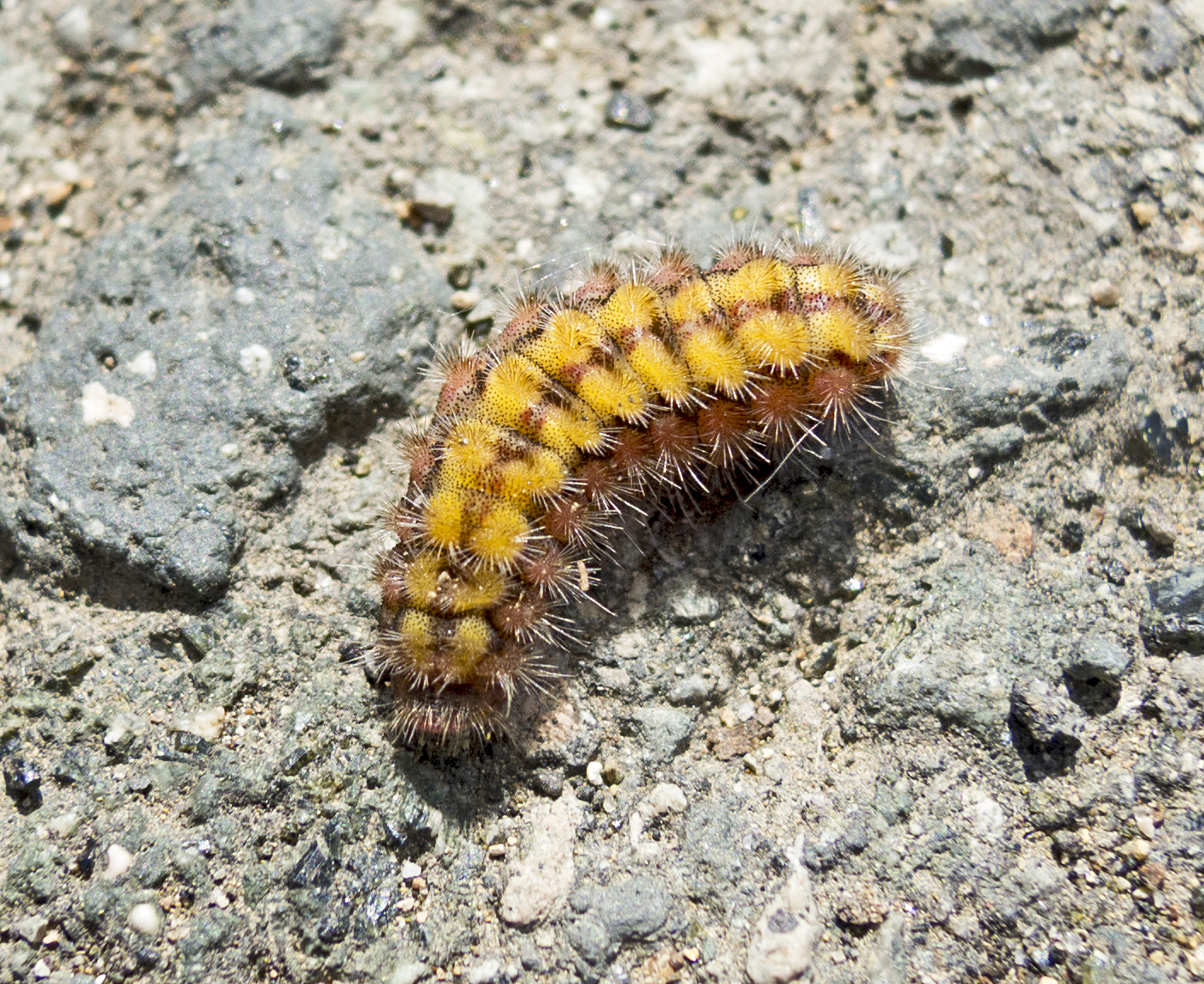
Ampfer-Grünwidderchen (Adscita statices), Raupe

Das Ampfer-Grünwidderchen (Adscita statices) ist ein Schmetterling (Nachtfalter) aus der Familie der Widderchen (Zygaenidae) und wird auch als Sauerampfer-Grünwidderchen oder gelegentlich als Gemeines Grünwidderchen bezeichnet, da es die häufigste Art dieser Familie ist. Dahinter verbirgt sich ein Artenkomplex zweier sehr nahe miteinander verwandter Populationen, deren taxonomischer (und nomenklatorischer) Status (Art →  Unterart → eine einzige variable Art) noch weiter geklärt werden muss.
Das Ampfer-Grünwidderchen wurde zum Schmetterling des Jahres 2023 gekürt.

## Merkmale
Die Vorderflügellänge beträgt beim Männchen 12,0 bis 15,5 Millimeter, beim Weibchen 11,5 bis 13,5 Millimeter. Kopf, Fühler, Thorax, Beine und Abdomen sind glänzend grün, Thorax gelegentlich auch blaugrün schimmernd. Die Vorderflügel sind breit mit deutlichem Saum weniger glänzend, meist blaugrün, manchmal auch grün bis gelbgrün. Die Fransen sind schwärzlich grau. Die Hinterflügel sind mäßig, breit mit etwas gestutztem Saum, schwach transparent, schwärzlich grau und gegen die Basis aufgehellt. Die Unterseite beider Flügelpaare ist grau.
Die Eier sind oval, hellgelb und werden in Gruppen zu von 20 bis 40 Eiern auf der Unterseite der Wirtspflanze abgelegt.
Die Raupe ist grünlichweiß, am Rücken gelblich oder rötlich, an den Seiten rötlichbraun, mit seitlichem Seitenstreifen.
Die Puppe ist blassbraun und liegt in einem weißlichen, dünnen Kokon nahe der Erde.

### Ähnliche Arten
- Sonnenröschen-Grünwidderchen, Adscita geryon
- Flockenblumen-Grünwidderchen, Jordanita globulariae

## Verbreitung
Die Art ist in ganz Mitteleuropa einschließlich Nordspanien, England und Skandinavien bis Westsibirien und dem Hauptkamm der Alpen weit verbreitet.
Die Tiere kommen sowohl auf feuchten Wiesen als auch auf trockenen Heidegebieten vor. Im Gebirge sind sie bis etwa 1500 Meter Höhe anzutreffen.

## Lebensweise
Die Falter sind tagaktiv, fliegen aber bei trübem Wetter kaum. Der Nahrungsflug an Blüten endet meist am frühen Nachmittag, der Paarungsflug beginnt etwa drei Stunden vor Einsetzen der Dämmerung. Die Raupen leben nach dem Schlüpfen aus dem Ei bis zur Überwinterung zunächst minierend. Danach ernähren sie sich bevorzugt von den Blättern des Wiesen-Sauerampfers (Rumex acetosa). Sie leben ab August, überwintern und verpuppen sich im Mai des folgenden Jahres.

## Systematik
Das Ampfer-Grünwidderchen tritt in zwei Ökotypen mit unterschiedlichen Habitaten und unterschiedlicher Flugzeit auf. Reichl trennte die Ökotypen des Grünwidderchens in zwei Arten, nämlich die „Trockenrasenart“ statices und die „Feuchtwiesenart“ heuseri. Genitalmorphologisch bestehen jedoch keinerlei Unterschiede. Bezüglich der Fühler besitzt heuseri etwa 32 bis 36 Fühlerglieder, während es bei statices 38 bis 45 sind. Unterschiedlich sind auch die Flugzeiten: heuseri fliegt im Mai/Juni auf feuchtem Wiesengelände, während statices im Juli/August auf sandigem (trockenem) Gebiet fliegt. Entsprechend den unterschiedlichen Flugzeiten ist auch die Blütennahrung unterschiedlich: heuseri saugt und ruht nahezu ausschließlich an den Blüten der Kuckucks-Lichtnelke (Lychnis flos-cuculi), während statices bevorzugt an Berg-Sandglöckchen (Jasione montana), Ährigem Ehrenpreis (Veronica spicata) und Strand-Grasnelke (Armeria elongata) saugt. Tarmann fand heraus, dass die Raupen von statices und heuseri in allen Stadien völlig gleich sind und bestätigte, dass nicht der geringste Genitalunterschied besteht. Fiedler und Nässig vertreten die Ansicht, man solle im Falle der beiden Taxa statices und heuseri die ökologische Vikarianz taxonomisch dadurch ausdrücken, dass man beide Taxa als Unterarten oder „Kleinarten“ wertet.

### Synonyme
- Procris statices
- Ino statices